# ピーター・サフラン
ピーター・サフラン（Peter Safran、1965年11月22日 - ）は、イギリス系アメリカ人の映画プロデューサー兼マネージャー。

## プロフィール
イギリスで育ったサフランは、プリンストン大学を卒業し、ニューヨーク大学・ロー・スクールでJ.D.を取得した。ニューヨークで企業弁護士として働いた後、UTAのアシスタントになった。

## 映画キャリア
ゴールド・ミラー社のマネージャーとなり、1998年まで在籍した。その後、ブリルスタイン-グレイ社のマネージャーを5年間務め、2003年にブリルスタイン-グレイ・マネージメント社の社長に就任した。社長として、ブラッド・ピット、ジェニファー・アニストン、アダム・サンドラー、ニコラス・ケイジ、コートニー・コックスなど200人以上の顧客を抱える同部門の日常業務の責任者となった。兄のタッド・サフランが映画『The Long Weekend』を執筆し、ピーターがプロデュースした。2006年にBrillstein-Greyを退社すると、The Safran Companyを立ち上げ、すべての顧客リストを持っていった。マネージャーとして、ショーン・コムズ、アダム・シャンクマン、デヴィッド・ハイド・ピアース、ジェニファー・ロペス、ブルック・シールズ、ジェシカ・シンプソンなどを担当した。

### DC映画の新リーダーへの就任
2022年10月25日、ジェームズ・ガンと共に、ワーナー・ブラザース傘下のDCフィルムズの代わりに新設される「DCスタジオ」の共同会長兼CEOに就任することが発表された。以後のDC映画・ドラマ・アニメの製作を統括し、サフランは経営、ガンは主にクリエイティブ面を担当することになった。

## 作品
| 製作 - RocketMan (1997) (Co-producer) - 突撃芸能レポーター ジミニー・グリック! Jiminy Glick in Lalawood (2004) - ディザスター・ムービー!おバカは地球を救う Disaster Movie (2008) - PG Porn (2008) (web series) - Over Her Dead Body (2008) - ほぼ300 Meet the Spartans (2008) - New in Town (2009) - ほぼトワイライト Vampires Suck (2010) - ［リミット］ Buried (2010) - Girls (2011) - フライペーパー! 史上最低の銀行強盗 Flypaper (2011) - パーフェクト・スナイパー Elephant White (2011) - ATM (2012) - YES/NO イエス・ノー True Love (2012) - 逃走車 Vehicle 19 (2013) - ハリケーンアワー Hours (2013) - 死霊館 The Conjuring (2013) - 記憶探偵と鍵のかかった少女 Mindscape (2013) - The Starving Games (2013) - Best Night Ever (2013) - アナベル 死霊館の人形 Annabelle (2014) - 恐怖の人体研究所 The Atticus Institute (2015) - ワイルドなスピード! AHO MISSION Superfast! (2015) - Summer Camp (2015) - Martyrs (2015) - きみがくれた物語 The Choice (2016) - 死霊館 エンフィールド事件 The Conjuring 2 (2016) - The Belko Experiment (2016) - ALONE/アローン Mine (2016) - Crawlspace (2016) - Wolves at the Door (2016) - アナベル 死霊人形の誕生 Annabelle: Creation (2017) - The Worthy (2017) - The Crucifixion (2017) - フラットライナーズ Flatliners (2017) - 死霊館のシスター The Nun (2018) - アクアマン (映画) Aquaman (2018) - シャザム! Shazam! (2019) - アナベル 死霊博物館 Annabelle Comes Home (2019) - 死霊館 悪魔のせいなら、無罪。 The Conjuring: The Devil Made Me Do It (2021) - ザ・スーサイド・スクワッド “極”悪党、集結 The Suicide Squad (2021) - シャザム!〜神々の怒り〜 Shazam! Fury of the Gods (2023) - アクアマン・アンド・ザ・ロスト・キングダム（原題） Aquaman and the Lost Kingdom (2023) - 死霊館のシスター 呪いの秘密 The Nun 2 (2023) | 製作総指揮 - Senseless (1998) (Co-executive producer) - The Specials (2000) (Co-executive producer) - 最終絶叫計画 Scary Movie (2000) - Are You Comfortable? (2003) - CONNIE & CARLA コニー&カーラ Connie and Carla (2004) - マイ・ベイビーズ・ダディ My Baby's Daddy (2004) - The Long Weekend (2005) - Heist (2006) (3 episodes) - マイ・ビッグ・ファット・ドリーム My Life in Ruins (2009) - ダーク・プレイス Dark Places (2015) Special Thanks - Wet Hot American Summer (2001) - スリザー Slither (2006) - ビッグ・トラブル Big Nothing (2006) - ネスト The New Daughter (2009) - スーパー! Super (2010) - おとなの恋は、まわり道 Destination Wedding (2018) |  |